# Hubert Pearson
Hubert Pearson (Tamworth, 15 maggio 1886 – Tamworth, ottobre 1955) è stato un calciatore inglese, di ruolo portiere.

## Carriera
Fece il suo debutto nel WBA il 15 gennaio 1908 in FA Cup contro il Birmingham, mentre il suo debutto nella First Division risale al 18 gennaio 1908 contro il Leyton Orient Football Club. Nella stagione 1919-1920, con il West Bromwich Albion, vinse il titolo inglese.

## Palmarès

### Club

#### Competizioni nazionali
- Campionato inglese: 1

West Bromwich: 1919-1920
- Charity Shield: 1

West Bromwich: 1920
- Second Division: 1

West Bromwich: 1910-1911